# Station Sowno
Station Sowno was een spoorwegstation in de Poolse plaats Sowno aan de lijn van Worowo naar Wysoka Kamieńska.